# Euphyia siris
Euphyia siris är en fjärilsart som beskrevs av Hawthone 1897. Euphyia siris ingår i släktet Euphyia och familjen mätare. Inga underarter finns listade i Catalogue of Life.